# Jean-Marie Conty
 (octobre 2013).
Si vous disposez d'ouvrages ou d'articles de référence ou si vous connaissez des sites web de qualité traitant du thème abordé ici, merci de compléter l'article en donnant les références utiles à sa vérifiabilité et en les liant à la section « Notes et références ».
Pour les articles homonymes, voir Conty (homonymie).
Jean-Marie Conty, né le 4 août 1904 à Châtellerault et mort le 4 mai 1999 à Issy-les-Moulineaux, est un homme à multiples facettes : grand sportif, pilote et compagnon d'Antoine de Saint-Exupéry à l’Aéropostale, et homme de théâtre.

## Biographie
Né dans la grande bourgeoisie industrielle, Jean-Marie Conty est le fils d’Alexandre-Robert Conty, ambassadeur de France, et de Nelly Le Roy Liberge. Sorti en 1926 de l’École polytechnique, il remporte le championnat de France de basket et fait partie de la sélection de l’Équipe de France qui affronte l’Italie le 18 avril 1927.
Fin 1927, il devient pilote à l’Aéropostale où il rencontre Antoine de Saint-Exupéry et devient son adversaire aux échecs.  Lors d’une étape à Cap Jubie en Mauritanie, où ce dernier est chef d’escale, il passe la nuit à écouter son ami lire le manuscrit de Courrier Sud. Il se lie également d’amitié avec Jean Mermoz, qui fait aussi partie de l’aventure aéropostale, ou encore Joseph Kessel, qu’il a rencontré à Casablanca.
Lorsqu'Antoine de Saint-Exupéry revient d’Afrique du Nord en 1932, il est hébergé chez sa cousine Yvonne de Lestrange, qui est aussi une cousine des Conty. Séparée du dernier duc de Trévise, Yvonne de Lestrange, qui dispose d'une fortune d'envergure, aime le monde des arts et des lettres à qui elle ouvre grand ses salons quai Malaquais et ses châteaux d’Écharcon dans l’Essonne et de Chitré dans la Vienne. C’est dans les salons littéraires de cette cousine commune, que les deux amis pourront rencontrer et se lier d'amitié avec l’élite littéraire ou artistique de l’époque : André Gide, Jean Prévost, Marc Allégret, Antonin Artaud (qu'il hébergera chez lui à plusieurs reprises), Jean-Louis Barrault, etc.
À son retour en France, Jean-Marie Conty rentre chez Air France comme chargé de mission pour l’Iran, la Chine, où son père avait été ambassadeur, et l'URSS.  En décembre 1935, il organise une tournée de promotion d’Air France autour de la Méditerranée et sollicite son ami Antoine pour l’accompagner dans une série de conférences. En 1939, il publie un numéro de la revue Le Document consacré aux pilotes d’essai où il demande à Saint-Exupéry  de rédiger l’introduction.
Ancien sportif de haut niveau, Jean-Marie Conty devient pendant la guerre responsable de l’éducation physique en France. Son intérêt pour le théâtre le pousse à trouver des liens entre sport et théâtre et il est à l’origine de L'Éducation par le jeu dramatique. C’est vers la fin de la guerre qu’il rencontre Jacques Lecoq,  et Gabriel Cousin, qui sous son impulsion se dirigent vers le théâtre puis créent la troupe Les Compagnons de Saint-Jean.
Après la guerre, il écrit lui-même quelques pièces de théâtre qui ne rencontrent pas beaucoup de succès. Il enseigne dans différents établissements dont le Grand Séminaire de Paris et écrit plusieurs ouvrages consacrés aux mécanismes de prises de décision.
Au début des années 1970, il enseigne la méthodologie à l'École des Mines de Nancy.
Quelques années avant son décès, Jean-Pierre Chrétien-Goni lui consacre un documentaire : Carnet de Vol - Carnet de vie.

## Œuvres
- Améliorer votre forme physique et intellectuelle, (1er janvier 1975)
- Dynamique de la décision (1973)
- Manuel pour les cadres d'entreprises. Psychologie de la décision, avec Henri Migeon, préface de Henri Migeon (1959)
- Sport et formation de l'esprit : Modèles de décisions pour les cadres, avec Jean Borotra et Jean-Loup Rouyer (1968)
- Le Document : Périodique mensuel. « Pilotes d'essai », numéro présenté par Antoine de Saint Exupéry (1939)